# Seat Ritmo
Der Seat Ritmo ist eine fünftürige Kombilimousine der Kompaktklasse, die in Spanien ab Anfang 1979 mit der gleichen Karosserie wie das italienische Schwestermodell Fiat Ritmo hergestellt wurde. Das Motorenangebot des Seat unterschied sich aber vom italienischen Bruder:
Der Seat Ritmo 65 erhielt den Motor des Seat 124 D mit 1197 cm³ Hubraum, verstärkt auf 64 PS / 47 kW. Der Seat Ritmo 75 hatte den Motor des Seat 1430 Sport Coupé mit 1438 cm³ und 77 PS / 56,5 kW. Die Wagen erreichten damit 150 km/h bzw. 160 km/h.
Nach der Trennung von Fiat und Übernahme durch Volkswagen wurde das Fahrzeug zur Abgrenzung gegen die italienischen Angebote überarbeitet und ab Mitte 1983 in Seat Ronda umbenannt.
In vier Jahren wurden in Spanien 130.000 Seat Ritmo hergestellt.

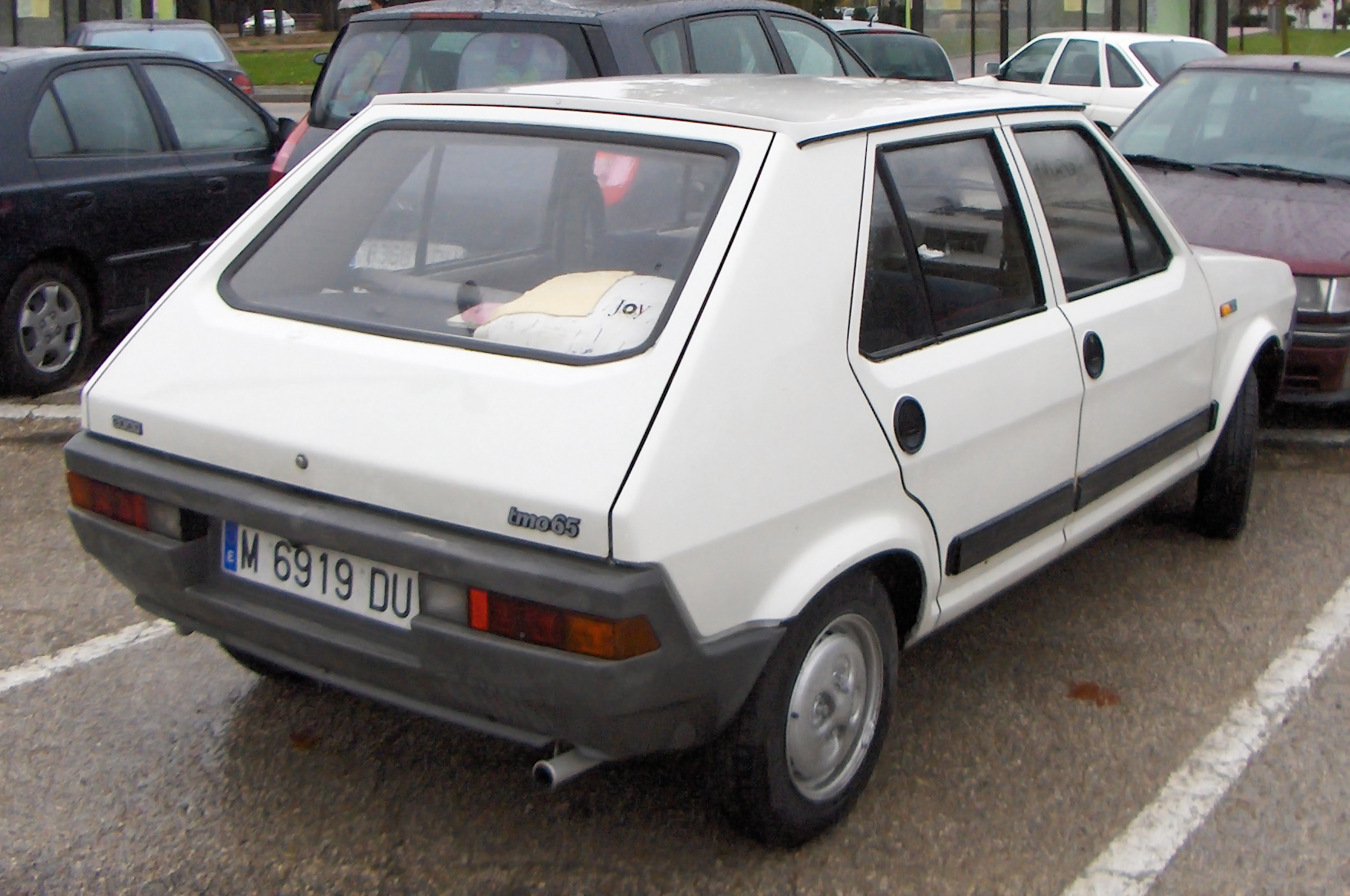
Heckansicht